# Ronde van het Qinghaimeer 2012
De 11e editie van de wielerkoers Ronde van het Qinghaimeer werd verreden van 29 juni tot en met 12 juli 2012. 

## Etappe overzicht
| Etappe | Datum   | Start       | Finish      | Afstand | Winnaar          | Ploeg                          | Klassementsleider |
| ------ | ------- | ----------- | ----------- | ------- | ---------------- | ------------------------------ | ----------------- |
| 1e     | 29 juni | Xining      | Xining      | 96.8 km | Fabian Schnaidt  | Team Specialized Concept Store | Fabian Schnaidt   |
| 2e     | 30 juni | Duoba       | Huzhu       | 122 km  | Luka Mezgec      | Sava                           | Luka Mezgec       |
| 3e     | 1 juli  | Xining      | Qinghaimeer | 147 km  | Hossein Alizadeh | Tabriz Petrochemical Team      | Hossein Alizadeh  |
| 4e     | 2 juli  | Qinghaimeer | Chaqia      | 148 km  | Luka Mezgec      | Sava                           | Hossein Alizadeh  |
| 5e     | 3 juli  | Tianjun     | Xihaizhen   | 205 km  | Juan José Lobato | Andalucia-Caja Granada         | Hossein Alizadeh  |
| 6e     | 4 juli  | Xihaizhen   | Mole        | 123 km  | Luka Mezgec      | Sava                           | Hossein Alizadeh  |
| 7e     | 5 juli  | Qilian      | Qilian      | 104 km  | Aldo Ino Ilešič  | Team Type 1-Sanofi             | Hossein Alizadeh  |
| 8e     | 7 juli  | Qilian      | Zhangye     | 200 km  | Artur Jerschov   | Team RusVelo                   | Hossein Alizadeh  |
| 9e     | 8 juli  | Zhangye     | Zhangye     | 117 km  | Andrea Guardini  | Farnese Vini–Selle Italia      | Hossein Alizadeh  |
| 10e    | 9 juli  | Wuwei       | Jingtai     | 191 km  | Andrea Guardini  | Farnese Vini–Selle Italia      | Hossein Alizadeh  |
| 11e    | 10 juli | Zhongwei    | Zhongwei    | 107 km  | Luka Mezgec      | Sava                           | Hossein Alizadeh  |
| 12e    | 11 juli | Zhongwei    | Baiyin      | 220 km  | Andrea Guardini  | Farnese Vini–Selle Italia      | Hossein Alizadeh  |
| 13e    | 12 juli | Lanzhou     | Lanzhou     | 78 km   | Luka Mezgec      | Sava                           | Hossein Alizadeh  |

## Eindklassementen

### Algemeen klassement
| Ronde van het Qinghaimeer 2012 |                       |                      |           |
| Plaats                         | Naam                  | Ploeg                | Tijd      |
| Gele trui                      | Hossein Alizadeh      | Tabriz Petrochemical | 41u43'01" |
| 2                              | Cameron Wurf          | Champion System      | + 9"      |
| 3                              | Giovanny Báez         | EPM-UNE              | + 9"      |
| 4                              | Javier Ramirez        | Andalucía            | + 10"     |
| 5                              | Hossein Askari        | Tabriz Petrochemical | + 12"     |
| 6                              | Luka Mezgec           | Sava                 | + 24"     |
| 7                              | Sergei Firsanov       | Team RusVelo         | + 25"     |
| 8                              | Andrej Mizoerov       | Amore & Vita         | + 29"     |
| 9                              | Kiel Reijnen          | Team Type 1-Sanofi   | + 1'15"   |
| 10                             | Artur Jerschov        | Team RusVelo         | + 1'19"   |
|                                |                       |                      |           |
| 12                             | Ricardo van der Velde | Jelly Belly Cycling  | + 1'30"   |

2002 ·
2003 ·
2004 ·
2005 ·
2006 ·
2007 ·
2008 ·
2009 ·
2010 ·
2011 ·
2012 ·
2013 ·
2014 ·
2015 ·
2016 ·
2017 ·
2018 ·
2019 ·
2020 ·
2021 ·
2022 ·
2023